# Rathkeale
Rathkeale (in irlandese: Ráth Caola che significa "forte ad anello di Caola") è una cittadina nella contea di Limerick, in Irlanda.